# 高節 (正德進士)
高節（1472年—？年），字大節，河南開封府睢州人，明朝政治人物。

## 生平
三月十三日生，行一，治《禮記》，由國子生中式弘治十一年戊午科（1498年）河南鄉試第三十六名舉人，年四十六歲中式正德十二年丁丑科會試第二百七十七名，第三甲第六名進士。户部观政，授行人司行人，升司副、司正，轉工部郎中，致仕。

## 家族
曾祖高貴；祖高能，封監察御史；父高安，監察御史；母王氏（贈孺人）；繼母楚氏（封孺人）。永感下，妻黃氏，兄雄，弟林；相。